# 経験値
経験値（けいけんち、experience point）は、
1. 経済・統計用語で、過去の経験から推測し得られる数値。
2. またコンピュータゲーム用語で、ロールプレイングゲーム (RPG) やシミュレーションRPGにおいてキャラクターの「成長」の度合いを表すための数値。experience pointからEx、EXP、XPなどと略される。pointを「点」として「経験点（けいけんてん）」とも称される。転じて、「経験の程度」の意としても一般に用いられる[1]。

今日ではコンピュータゲームでの用例が多いが、それ以前にも違う意味で使用されていた（後述）。

## 経済・統計用語
『広辞苑（第六版）』では、「これまでの経験から推測して得られる値。」と記載されている。「経験値」という言葉はコンピュータゲーム（以下、「ゲーム」と略）が日本で一般的になる以前から経済や統計の用語として専門書や新聞の記事で使われており、1983年5月12日付の日本経済新聞には「石油危機後の経験値によれば、原油市場価格はOPECの余剰率（原油生産能力の未稼働率）と反比例する。」との記述がある。広辞苑の説明はいわば「古典的な意味での経験値」の説明である。

## コンピュータゲーム用語
今日では、ゲームでの使用や、それになぞらえた用法が多い。『大辞泉（第二版）』では「経験によって成長した度合いを数量化したもの。経験の程度。」、『大辞林（第三版）』では「(1)ロール-プレーイング-ゲームなどで、キャラクターの成長度を示す数値のこと。敵を倒すなどの経験を積むと数値が上がる。数値が上がると、その後のゲームを有利に進めることができる。「－が上がる」「－が高い」(2)転じて一般に、経験の度合い。」と説明されている。
一般に、戦闘した・敵を倒した・任務を完遂した、などの出来事によりキャラクターが「経験を積んだ」と見なされる時、経験値は増加する。（テーブルトークRPGでは任務終了時に増加させる経験値を算出し、ゲームによっては「英雄らしい行動を取ったか」「キャラクターを生き生きと演じたか」などを加味するものもある）。そして経験値が増加すると、キャラクターは「成長」したと見なされ、ゲーム内の何らかの「能力」が向上したり、行為可能なことが増えるようになっていることが一般的である。

### ゲームシステム
成長をどう表現するかは個々のゲームによって異なるが、経験値が定められた一定の基準に達するごとに、キャラクターの成長が可能になる、又は自動的に成長するという形式が一般的である。キャラクターが成長すると、1段階成長するために必要な経験値の量が増加する、あるいは基準をそのままに自分のレベルと経験値を取得する条件を参考に、獲得する経験値を決定するという、どちらか2つ（または両方）の形式がとられることが多い。その際に、経験点は消費される場合もあれば、累積・持ち越しする場合もある。ほとんどのゲームでは、成長にともなってレベルやその他の様々な数値が上昇したり、新たな能力を獲得したりする。キャラクタークラスを獲得・向上させる事が出来たり、能力や技能などを選択出来るようにして、プレイヤーが成長戦略を練れるようにしているゲームも多く、この場合は、レベルアップ自体も一種の独立したゲーム要素になっているといえる。ゲームによっては武器や防具、アイテムに経験値が蓄積される物もある。これとは別に、あるキャラクターが特定のアイテムの使用にどれだけ習熟しているかを示す指標として「熟練度」が存在する場合がある（後述）。

### 歴史

#### コンピュータゲーム以前
元々、世界最初のRPGと言われる『ダンジョンズ&ドラゴンズ』（Dungeons & Dragons）で導入されたシステムであり、アメリカ軍の昇進システムにヒントを得たとも言われている。戦闘や目的の達成によりキャラクターが徐々に強くなるというシンプルな概念であるが、プレイヤーキャラクターへの感情移入とあいまって、多くのRPGでゲームの楽しさの中心的なシステムとなっている。一方、古典的RPGの一つである『ルーンクエスト』（Rune Quest）のように、技能の成功率が少しずつ向上するため、経験値や段階的なレベルによって表現される成長システムを持たないゲームや、SF RPGである『トラベラー』（Traveller）のように通常の手段ではキャラクターが成長しないゲームも存在する。
1990年代末以降になると、経験値をキャラクターではなく広義のプレイヤー（ゲームマスター（GM）役含む）に与えるという考え方を持つTRPGシステムが登場した。『トーキョーN◎VA』、『ダブルクロス』、スタンダードRPGシステムなどがこれにあたる。これらのゲームでは、1回のゲームプレイを終えるたびにプレイヤーに対して経験点を記入した用紙（レコードシートと呼ばれることが多い）が渡される。レコードシートを所有するプレイヤーたちは、自分が所持している任意の数のプレイヤーキャラクターに対してレコードシートに書かれた経験点を自由に割り振ることができる。これにより、今回のゲームに参加しなかったキャラクターも強化することができる。その他にも、GMをやっていても経験点を稼げるというモチベーションを生みやすい、単発で終わるゲームの経験点を有効活用できるなどのメリットを持つ。レコードシートには経験点を渡したGMの署名を書く欄があり、記入がない場合は経験点として使用するには無効となる。これはレコードシートの偽造を防ぐための紳士協定ではあるが、基本的には経験点の真実性は信頼関係によって担保されることになる。

#### コンピュータゲームでの使用
コンピュータRPGの世界では、『ウィザードリィ』シリーズをはじめ、大半のゲームで経験値の概念が導入されている。日本でも『ザ・ブラックオニキス』やドラゴンクエストシリーズで良く知られるようになった。『ハイドライドシリーズ』やイースシリーズでは、キャラクターがレベルアップするたびに敵を倒して得られる経験値が減少していくという工夫が見られる。これは苦戦する戦闘の経験は成長の糧になるが、楽に勝利できる戦闘では成長の糧になりにくいという概念の表現である。また、『ポケットモンスター』シリーズや『女神転生』のように、レベルが上がるごとにレベルアップに必要な経験値の量が増えていく方式の作品もあるが、『ポケットモンスター ブラック・ホワイト』では、レベルが高い状態で同じ相手を倒すと得られる経験値が少なくなる方式と併用されていた。
経験値の変形として『ザナドゥ』、『ファイナルファンタジーII』や『ロマンシング サ・ガ』シリーズでは、武器や魔法の熟練度が導入されている。これは、特定の武器や魔法を使用するたびに、その特定の武器や魔法に対して熟練度が増加し、熟練度が高くなった武器や魔法での闘いはより有利になるというものである。これによって、実際にキャラクターが今までに行ってきた行動に似合った成長を表現することが可能となる。
経験値の概念はコンピューゲームの世界ではロールプレイングゲーム以外のジャンルでも多用され、アクションゲームやシューティングゲームにまで経験値（に相当するもの）を貯めて成長するようなシステムを組み込んでいるものが多数ある。特にコンシューマゲームの世界では『ドラゴンクエスト』発売後に、経験値と成長の要素を取り入れたゲームが加速度的に増えることになった。このこともあり、コンピュータゲームの世界では「ロールプレイングゲーム」を「仮想のキャラクターの役割を体験するゲーム」というよりも「経験値を貯めて成長するゲーム」という意味で認識されるようになる。

#### コンピュータゲーム外での用例
ゲーム経験者が増え「経験値」という概念・用語が浸透するにつれ、ゲーム以外でもこの言葉が使われるケースも出てきた。たとえば、恋愛などの熟練度が「経験値」と表現されることがある。
日本語の新聞では、ゲームの意味での「経験値」という表現は、1990年台の前半に既に見られるものの、2000年台に入るまでは一般的ではなかった。2000年台前半頃から徐々に見られるようになっていき、中盤を過ぎる頃にはゲームの意味での「経験値」の使用が増えている。競技別では、特にサッカーが多いとされる。

#### 「経験値」という言葉が定着するまで
日本に外国製TRPGが持ち込まれた時点から「経験値」という言葉が一般的だったわけではない。クリエイター集団グループSNEの創設者で、1980年代初めからアメリカ製RPGを多く紹介していた安田均は、1982～1983年ごろの『S-Fマガジン』の記事では、「経験ポイント」や「経験度」という言葉は使用していても、「経験値」は使っていない。
パソコン用RPGが登場して以後では、『アスキー』1983年5月号でRPGの特集が組まれており、ここで大きく扱われた同誌オリジナルのFM-7用RPG『アルフガルド』の記事では、「経験度」が使われていた。日本製パソコン用RPGでは、1983年末に光栄マイコンシステム（現・コーエー）がPC-8001用に『ダンジョン』を発売したが、これは画面上に「ケイケンド」と表示されている。その少し後に、BPSがPC-8801用に『ザ・ブラックオニキス』を発売したが、この作品では経験の度合いは棒グラフで示されるのみで、画面上には経験を示す言葉はなかった。しかし説明書では「経験」と「経験度」が使われている。
1983年時点では、『ウィザードリィ』や『ウルティマ』の正式な日本語版はまだ無く、日本で遊ぶには英語の説明書を読むしかなかった。しかし中には、輸入元やユーザーのサークルが独自に日本語説明書を配布していることもあった。その中に「経験値」が使われていた可能性はある。しかしこの時点では、日本語のパソコンゲームに大きな影響を与えていたとは言えない。
日本語のパソコン用RPGで「経験値」という表現が使用されたのは、クリスタルソフトが1984年春にPC-8801用を発売した『夢幻の心臓』が、かなり早い（あるいは最初の）例とみられる。1984年末には、日本ファルコムの『ドラゴンスレイヤー』、T&E SOFTの『ハイドライド』と、RPGとアクションゲームの両方の要素を取り入れた作品が、PC-8801用に相次いで登場した。この2作では、画面上の「EXP」あるいは「EXPERIENCE」を「経験値」と説明していた。日本語のパソコンゲームでは、1984～85年位の間に、「経験値」が一気に広まったと言える。